# Adrianna Kukulska
Adrianna Kukulska (ur. 30 kwietnia 1998 w Kole) – polska trenerka siatkówki, była siatkarka grająca na pozycji przyjmującej. Obecnie asystentka trenera w klubie Amagraf Libero VIP Aleksandrów Łódzki, grającym w 2. Lidze Siatkówki, w grupie 2. 
Wśród największych sukcesów w karierze zawodniczej należy wymienić zdobycie brązowego medalu Tauron Ligi w sezonie 2022/2023 z drużyną Grot Budowlanych Łódź.
Uczęszczała do Liceum Ogólnokształcącego Mistrzostwa Sportowego w Pile.

## Sukcesy klubowe
Tauron Liga:
- 2023[8]